# Sumpigaster bicoloripes
Sumpigaster bicoloripes är en tvåvingeart som först beskrevs av Malloch 1935.  Sumpigaster bicoloripes ingår i släktet Sumpigaster och familjen parasitflugor. Inga underarter finns listade i Catalogue of Life.